# Lisa a la meilleure note
Lisa a la meilleure note (France) ou La Bonne Note de Lisa (Québec) (Lisa Gets an "A") est le 7e épisode de la saison 10 de la série télévisée animée Les Simpson.

## Synopsis
Après la messe, les Simpson vont dans un magasin pour profiter des échantillons gratuits. Homer veut acheter de la glace et il pose Lisa dans le frigo du supermarché pour qu'elle choisisse un parfum. Il voit des homards et a très envie de s'en acheter un mais comme ils coûtent cher, il décide d'acheter le moins gros et de le faire grossir lui-même en le gavant de nourriture très riche.
Le lendemain, Lisa se réveille malade. Elle est obligée de rester à la maison et de rater l'école. Pour l'occuper, Marge lui met un jeu vidéo de Bart ; au début, le jeu l'ennuie puis elle y prend vite goût et laisse même ses devoirs de côté. Trois jours plus tard, lorsqu'elle retourne à l'école, elle n'a pas révisé son contrôle du livre Le Vent dans les saules. Une seule solution s'ouvre à elle : tricher...